# 용암산성
용암산성(龍岩山城)은 대구광역시 동구 도동, 용암산에 있는 산성이다. 1988년 5월 30일 대구광역시의 기념물 제5호로 지정되었다.

## 개요
용암산성은 해발 380m의 산꼭대기에 가파른 경사를 이용하여 쌓은 성으로, 안심과 하양으로 이어지는 통로상에 있어, 지형상 중요한 군사적 요충지였던 것으로 짐작된다.
성벽의 둘레는 약 1km이며, 성의 서쪽과 남쪽의 산기슭에서 능선으로 이어지는 완만한 경사지에는, 인공적으로 절벽을 만들어 적의 침입에 대비하였다. 절벽 앞에는 문터로 보이는 입구가 있으며, 성 안의 동북쪽에는 우물터가 있다. 성 안에서 신라 토기조각들이 발견되는 점으로 미루어, 삼국시대에 만들어진 성으로 추측된다. 임진왜란 때 대구지방의 의병들이 이 성에 모여 활동했다는 것으로 보아, 삼국시대부터 그 후대까지 계속 사용한 것으로 여겨진다.

## 같이 보기
- 용암산

## 참고 자료
- 용암산성 - 국가유산청 국가유산포털